# Thomas Reinholdt Rasmussen
Thomas Reinholdt Rasmussen (* 29. Februar 1972 in Frederikshavn, Nordjylland) ist ein dänischer lutherischer Geistlicher. Seit 2021 amtiert er als Bischof im Bistum Aalborg der Dänischen Volkskirche.

## Leben
Reinholdt Rasmussen studierte an der Universität Kopenhagen Theologie und legte 1999 das Kandidatenexamen ab. Anschließend arbeitete er als Pastor in Elling in der Gemeinde Frederikshavn. 2007 wechselte er nach Tversted, 2012 an die Katharinenkirche in Hjørring. 2015 wurde er Propst der Hjørring Søndre Provsti. Im Oktober 2021 wurde er als Nachfolger von Henning Toft Bro zum Bischof von Aalborg gewählt und im Dezember in sein Amt eingeführt. 